# Toliszczek
Toliszczek (kaszb. Toliszczk, niem. Burgsdorf) – wieś kaszubska w Polsce położona w województwie pomorskim, w powiecie wejherowskim, w gminie Gniewino na trasie linii kolejowej Wejherowo – Choczewo – Lębork (obecnie zawieszonej). W odległości 2 km w kierunku wschodnim znajduje się jezioro Żarnowieckie.
W latach 1975–1998 miejscowość administracyjnie należała do województwa gdańskiego.

## Historia
Po I wojnie światowej Toliszczek stał się niemiecką miejscowością nadgraniczną granicząc na wschodzie z polską enklawą (ówczesnego powiatu morskiego II Rzeczypospolitej) na zachodnim brzegu jeziora Żarnowieckiego. W 1945 miejscowość znajdowała się na trasie tzw. marszu ewakuacyjnego niemieckiego obozu koncentracyjnego Stutthof (obóz i tzw. kolumna kobieca).